# Lietūkis
Lietūkis (abgekürzt von Lietuvos ūkis, dt. 'Wirtschaft Litauens') war ein Verband landwirtschaftlicher Genossenschaften in Kaunas. Er existierte von 1923 bis 1940.

## Geschichte
Lietūkis wurde nach einer Umstrukturierung der 1921 in Kaunas gegründeten Lietuvos žemės ūkio draugija (Verein für Landwirtschaft Litauens) mit einem Startkapital von 14.300 Litas gegründet. Unterstützt durch die Regierung wurde Lietūkis zum größten Verband der Genossenschaften. 1927 gründete er die Zentralunion der litauischen Molkereiunternehmen Pienocentras.
Durch den Wettbewerb mit anderen Genossenschaften verringerte sich die Zahl der Mitglieder zwischen 1927 und 1931 von 71 auf 41. Die Zahl der Mitglieder erhöhte sich 1932 auf 114 und 1940 auf 145. 1937 verkaufte man Waren im Wert von 73 Millionen Litas, darunter Getreide und Saatgut für 6 Millionen Litas und Dünger im Wert von 10 Millionen Litas. 1939 betrug der Umsatz 139 Millionen Litas und das Kapital 10.603.000 Litas; die Lietukis-Ausfuhren machten zu diesem Zeitpunkt etwa 15 % des gesamten litauischen Exports aus.
1940 gründete die Sowjetmacht an Stelle von Lietūkis die Lietuvos vartotojų kooperatyvų sąjunga (dt. Litauische Union der Konsumgenossenschaften). Jetzt ist sie als Lietuvos kooperatyvų sąjunga registriert.